# Dříň
Dříň je část čtvrti Kladno-Dubí, ve 13.–15. století se jednalo o vesnici mezi Kladnem a Buštěhradem. Vesnice Dříň v polovině 15. století zanikla. Z této obce pocházeli vladykové ze Dříně.

## Historie
Počátkem 17. století byl obnoven panský dvůr a koncem téhož století byla znovu obnovena i ves samotná. Noví obyvatelé přišli ze zákupského panství (nedaleko České Lípy). Zřejmě všichni byli Němci. Obec se však začala výrazněji rozrůstat až s rozvojem hornictví a hutnictví od druhé poloviny 19. století. Začátkem 20. století byla spojena s obcemi Újezd pod Kladnem a Dubí. Po druhé světové válce byla tato trojčtvrť natrvalo připojena ke Kladnu. V letech 1977–1989 byla postavena nová Poldi Kladno – elektroocelárna, v devadesátých letech měla však společnost velké dluhy a v červenci 1995 byla zastavena výroba (údajně pro nedostatek zakázek).

## Odraz v kultuře
Dříň je zmíněna v ukolébavce „Na Dříň“ v albu Miluju vás zpěvačky Radůzy.